# فوق الدارالبيضاء الملائكة لا تحلق (فلم)
فوق الدارالبيضاء الملائكة لا تحلق هو فيلم دراما مغربي صد سنة 2005، من كتابة وإخراج محمد عسلي، وبطولة كل من عبد الصمد مفتاح الخير، وعبد الرزاق البدوي، ونعيمة بوحمالة.
قدم المخرج شكلًا إخراجيًا جديد على السينما المغربية حيث اعتمد على صورة قريبة من السينما الإيطالية بحكم أن إيطاليا هي بلد إقامة مخرج الفيلم، الفيلم اعتمد على ثقافتين مختلفتين وهما العربية والأمازيغية وذلك يظهر من ديكور وحوارات الفيلم.

## القصة
الفيلم يحكي عن ثلات شخصيات رئيسية مختلفة بينهما في الحياة والعرق قررا الهجرة من القرية نحو المدينة الكبيرة الدار البيضاء من أجل البحث عن فرص شغل، سعيد الأمازيغي الذي يعمل في الدار البيضاء يتلقى نبأ ولادة زوجته عائشة فيعود لقريته النائية فرحا، لكنه يرى عكس ذلك فامرأته بين الحياة والموت بسبب الولادة التقليدية التي نهجتها وعدم وجود هاتف وبعد الحضارة وغياب الإسعاف عن القرية أدى لوفاتها، في المقابل هناك عثمان الذي يفقد فرسه الأبيض الذي لا يملك سواه، والشخصية الثالتة إسماعيل العربي الذي يعيش في إحدى المساكن العشوائية الكثيرة في الدار البيضاء ويملك 1200 درهم اشترى بها حذاء رائعا لطالما جمع المال من أجل تحقيق أمنيته بشراؤه فيحاول الحفاظ عليه وسط الشوارع المتسخة للمدينة بتغليفه بكيسين بلاستيكين، الفيلم عالج عدة مشاكل موجودة بكثرة في المغرب كالغربة, الفقر، الرشوة، السكن العشوائي، البطالة, الهجرة القروية وأخيرا سطوة أرباب العمل البورجوازيين الذي يثرون على حساب الضعفاء ’’ الملائكة الصغار ’’ الذين لا يمكنهم أن يرفرفوا أجنحتهم في الدار البيضاء، وبهذا وبهذا استحق الفيلم عنوانه بجدارة لتبقى النسور النهمة وحدها التي تحلق.
الفيلم حاز على الجائزة الكبرى بمهرجان قرطاج السينمائي وكذلك الجائزة الأولى بمهرجان الإسكندرية السينمائي الدولي.

## وصلات خارجية
- مقالات تستعمل روابط فنية بلا صلة مع ويكي بيانات